# سفيان (تبن)

تعديل مصدري - تعديل

سفيان هي إحدى قرى عزلة الحوطة بمديرية تبن التابعة لمحافظة لحج، بلغ تعداد سكانها 1173 نسمة حسب تعداد اليمن لعام 2004.